# شهرستان آلماتی
شهرستان آلماتی (به قزاقی: Almaty District) یک منطقهٔ مسکونی در قزاقستان است که در نورسلطان واقع شده‌است. شهرستان آلماتی ۳۷۵٬۹۳۸ نفر جمعیت دارد.